# إد روبينوف
إد روبينوف (بالإنجليزية: Ed Rubinoff)‏ مواليد 12 يوليو 1935 في نيويورك، هو لاعب كرة مضرب أمريكي سابق. وصل إلى نهائي البطولة الأمريكية للزوجي المختلط ثلاث مرات.

## النهائيات

### الزوجي المختلط
الوصافة (3)
| السنة | البطولة           | الشريك             | المنافس في النهائي            | النتيجة في النهائي |
| 1963  | البطولة الأمريكية | جودي تيجارت        | مارغريت سميث كورت كين فليتشر  | 6–3, 6–8, 2–6      |
| 1964  | البطولة الأمريكية | جودي تيجارت        | مارغريت سميث كورت جون نيوكومب | 6–10, 6–4, 3–6     |
| 1966  | البطولة الأمريكية | كارول هانكس أوكامب | دونا فلويد أوين ديفيدسون      | 1–6, 3–6           |